# Al-Mustadi ibn Isma’il
Al-Mustadi ibn Isma’il (arab. المستضيئ بن إسماعيل; ur. prawdopodobnie w latach 90. XVII wieku, zm. 1759 w Sidżilmasa, dzisiejsze Ar-Risani) – sułtan Maroka z dynastii Alawitów w latach 1738–1740, 1742–1743 i 1747–1748.

## Życiorys
Był synem Maulaja Isma’ila, edukowano go prywatnie. Po śmierci ojca rozgorzały walki między siedmioma synami o schedę po nim. Po raz pierwszy proklamowano go sułtanem 24 czerwca 1738 po obaleniu jego brata Muhammada II ibn Isma’ila. Wkroczył do Fezu 13 lipca i wówczas realnie przejął władzę. W lutym 1740 tronu pozbawił go kolejny z braci, Abd Allah ibn Isma’il, który w kolejnym roku przejściowo sam utracił władzę na rzecz Zajn al-Abidina. Al-Mustadi jeszcze dwukrotnie pozbawił Abdullaha ibn Ismaila tronu: po raz pierwszy między lutym 1742 a majem 1743, po raz drugi między lipcem 1747 a październikiem 1748. Następnie zaniechał starań o tron i przeniósł się do Sidżilmasy, gdzie zmarł w 1759. Jest tam pochowany.